# Pena de morte na Faixa de Gaza
A Pena de morte na Faixa de Gaza é praticada pelo governo do Hamas desde que assumiu o poder em 2007. A punição é dada por ofensas como crimes contra a lei islâmica (incluindo assassinatos, atividades homossexuais etc.), venda de terras a judeus e traição. A administração do Hamas na Faixa de Gaza herdou o código de lei da Autoridade Nacional Palestina, que incluía a pena de morte para vários tipos de ofensas, mas enquanto a administração palestina em Ramallah se absteve de executar punições capitais, as sentenças de morte são executadas periodicamente pelo Hamas.

## História
De acordo com um relatório da Anistia Internacional, Palestinos foram executados na Faixa de Gaza pelo Hamas durante o período do conflito de 2014 com Israel. A Anistia afirmou que o Hamas usou a capa da guerra de Gaza de 2014 para executar execuções sumárias, inclusive para "acertar as contas" contra os oponentes sob o pretexto de que eles eram "colaboradores de Israel".
Segundo a Anistia, 23 palestinos foram executados pelo Hamas durante o conflito de 2014 - 16 deles presos antes do início do conflito. Entre os executados, 6 foram mortos por um pelotão de fuzilamento do lado de fora de uma mesquita na frente de centenas de espectadores.
O Centro Palestino de Direitos Humanos informou que em dezembro de 2015 que o Hamas emitiu nove sentenças de morte em 2015. O Hamas havia condenado quatro moradores de Gaza à morte durante as primeiras semanas de 2016, todos sob suspeita de espionagem.
Em fevereiro de 2016, a ala armada do Hamas executou a execução de  Mahmoud Ishtiwi [ar] - um dos principais comandantes do grupo, sob alegações de homossexualismo e roubo. Ishtiwi deixou duas esposas e três filhos.
Em maio de 2016, o Hamas teria executado três homens atirando em esquadrão e enforcado. A execução foi realizada na prisão de al-Katiba. Os homens executados foram condenados por assassinato. Alegadamente, a execução desafiou os protestos das Nações Unidas e "provavelmente" aprofundará as tensões com o governo palestino na Cisjordânia.  O Hamas desafiou um acordo com o Fatah, o partido no poder na Cisjordânia, realizando as execuções sem a aprovação do presidente palestino Mahmoud Abbas. O Hamas anunciou mais tarde que 13 prisioneiros adicionais serão executados.
Em abril de 2017, foi relatado que três palestinos foram executados pelo Hamas na Faixa de Gaza por suposta colaboração com Israel. Alegadamente, os homens foram enforcados em um complexo policial do Hamas, enquanto dezenas de líderes e oficiais do grupo assistiam ao assassinato.

## Pessoas executadas
| Pessoa executada        | Data de Execução     | Crime (s)                                        | Localização      | Método                 |
| ----------------------- | -------------------- | ------------------------------------------------ | ---------------- | ---------------------- |
| Ayman Taha (ar, he, en) | 4 de agosto de 2014  | - Traição                                        | Desconhecido     | Tiro                   |
| Atta Najjar             | 22 de agosto de 2014 | - Traição                                        | Prisão de Katiba | Desconhecido           |
| Mahmoud Ishtiwi [ar]    | 7 de fevereiro 2016  | - Desconhecido - Traição - Atividade homossexual | Faixa de Gaza    | Pelotão de fuzilamento |